# Elsdorf (Nadrenia Północna-Westfalia)
Elsdorf – miasto w Niemczech, w kraju związkowym Nadrenia Północna-Westfalia, w rejencji Kolonia, w powiecie Rhein-Erft. Prawa miejskie miejscowość otrzymała 1 stycznia 2011.